# Slobodna trgovina
Slobodna trgovina podrazumijeva međunarodnu trgovinu bez intervencije državne vlasti.
Slobodna trgovina znači nesmetan protok dobara i usluga između država. 
Relativni troškovi i korist slobodne trgovine predmet su akademske rasprave, rasprave ekonomista, vlada i interesnih grupa.

## Šira značenja slobodne trgovine
Slobodna trgovina je koncept u ekonomiji i vlasti koji se odnosi na:
- Međunarodnu razmjenu dobara bez carinskih tarifa i drugih prepreka (npr. dozvole, kvote i sl.)
- Međunarodnu razmjenu usluga bez carinskih tarifa i drugih prepreka
- Slobodan protok radne snage između država
- Slobodan protok kapitala između država
- Odsustvo mjera kontrole trgovine (kao što su porezi, subvencije, uredbe i zakoni) koji favoriziraju domaće poduzetnike u odnosu na strane.

Sporazumi o slobodnoj trgovini su ključni preduvjet za stvaranje carinskih unija ili slobodnih carinskih zona.
Svjetska trgovinska organizacija (WTO) osnovana je s ciljem, da otvori tržišta, potiče međunarodnu trgovinu koncipiranu na laissez faire paradigmi slobodne trgovine. WTO potiče i kontrolira sporazume o slobodnoj trgovini i arbitrira u slučaju kršenja ovih sporazuma. WTO definira slobodnu trgovinu kao "ravnopravnu tržišnu utakmicu", što znači, da neograničena razmjena dobara ne mora uvijek biti i "slobodna". Na primjer, ako neka zemlja proizvodi zrakoplove, i ako vlada potiče istraživanje i razvoj u toj grani ili uspostavlja olakšice i limitira nabavu dijelova samo na lokalno tržište, onda to po definiciji WTO, predstavlja narušavanje slobodne trgovine.

### Sasvim slobodna trgovina
Neki ekonomisti, posebno liberalno orijentirani, smatraju da je stav WTO-a o slobodnoj trgovini previše skučen. Oni smatraju, da su vladine olakšice zapravo oblik komparativne prednosti te da subvencije u određenoj gospodarskoj grani, koje uvodi jedna država ne trebaju biti razlog za ograničenje uvoza od strane druge države.
Oni smatraju, da višak vrijednosti koji se stvara kod domaćih potrošača uvoznih dobara ima prevagu nad gubitkom koji ostvaruju domaći proizvođači. Niža cijena dotiranog uvoznog proizvoda je zapravo neto dobitak domaćih potrošača.
Ovakva politika ne nailazi na puno razumijevanja u zemljama u razvoju, i to zbog sljedećih razloga:
- Proizvođači su mnogo bolje organizirani nego potrošači
- Umjetni "hendikep" stranih, subvencioniranih proizvođača djeluje manje "fer" lokalnim proizvođačima nego npr. prirodne prednosti (geografski položaj, prirodni resursi, obučenost i sl.)
- Po teoriji igara, trgovinske barijere mogu biti odlična strategija za otvaranje vanjskih tržišta domaćim proizvođačima. Po ovom obrascu, trgovinske barijere mogu poslužiti kao pregovarački argument pomoću koga će se, na temelju reciprociteta, vrebati udio na inozemnom tržištu. Ova strategija donosi korist i potrošačima i proizvođačima zemlje koja je provodi.

## Povijest slobodne trgovine
Sve danas razvijene zemlje koristile su se protekcionizmom, dok nisu stekle dovoljno bogatstva, koje im je osiguralo sigurnu korist u slobodnoj trgovini. Ekonomist Danny Rodrick primijetio je, da "jedina suštinska povezanost između trgovinskih barijera i ekonomskog rasta leži u činjenici, da zemlje uklanjaju barijere tek kada steknu bogatstvo". Ujedinjeno Kraljevstvo koristilo se protekcionizmom od početka 18. do sredine 19. stoljeća, Japan i Južna Koreja stotinu godina kasnije. Tek kada je osiguralo ekonomsku premoć, Ujedinjeno se Kraljevstvo je počelo zalagati za slobodnu trgovinu i otvoreno društvo. SAD su također imale velikih problema sa slobodnom trgovinom i štitile su svoje gospodarstvo protekcionizmom, pa čak i carinskim ratom protiv V. Britanije. Američki predsjednik Ulysses S. Grant (1869. – 1877.), osvrćući se na britansku politiku slobodne trgovine, izjavio je jednom prilikom: "Kada, nakon 200 godina, izađemo iz protekcionizma, jedino što ćemo moći ponuditi svijetu je - slobodna trgovina".